# Saharauis
Els sahrauís o saharauis (de l'àrab صحراوي, ṣaḥrāwī) són els habitants autòctons del Sàhara occidental. La majoria dels components d'aquesta ètnia habiten en la part del Sàhara ocupat pel Marroc, mentre que d'altres viuen exiliats als campaments de refugiats prop de Tindouf. La resta es troben dispersos pel món, principalment emigrats a Espanya, França, Mauritània i Mali. El seu idioma és el hassania, dialecte de l'àrab.

## Colònia espanyola

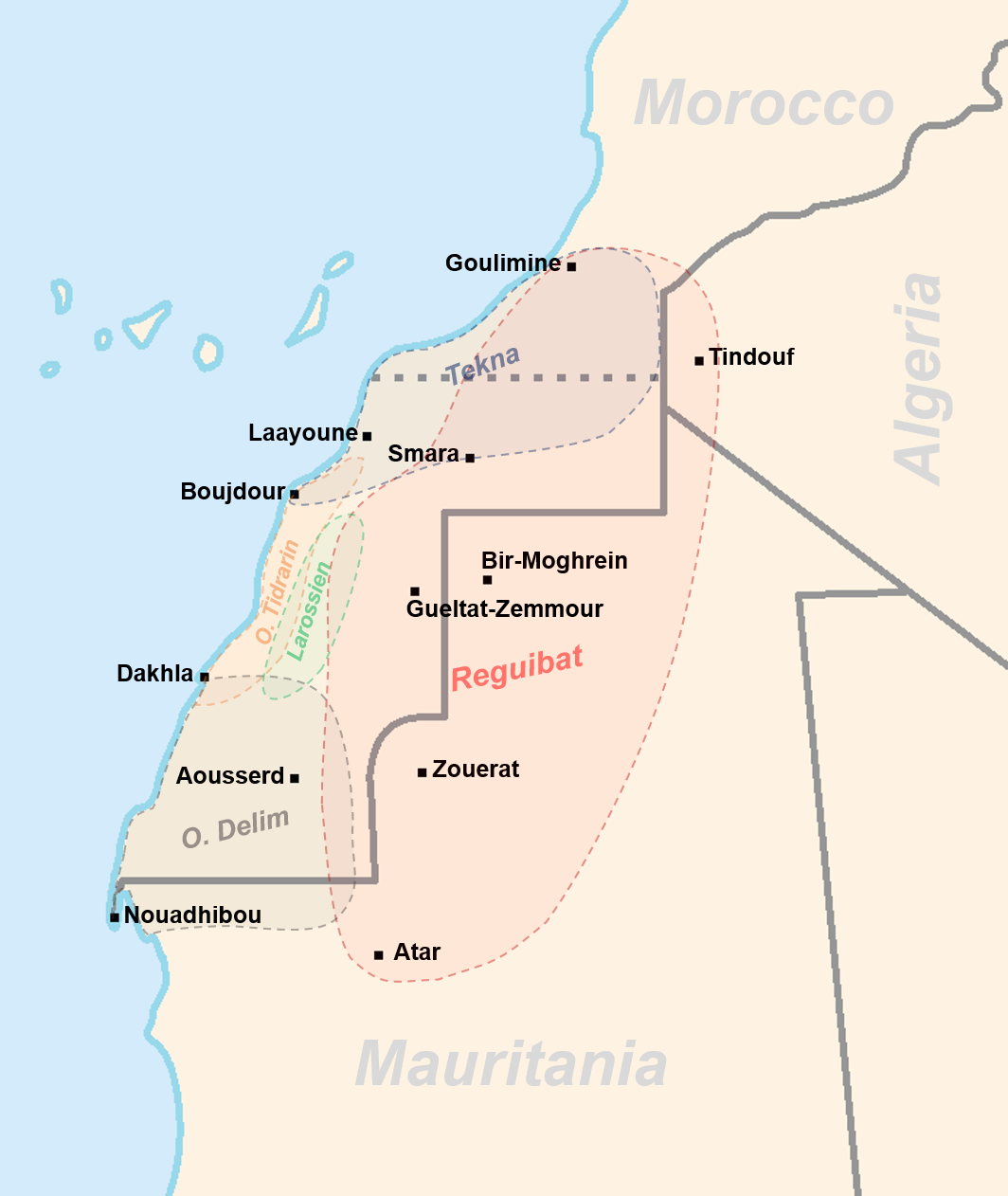
Mapa de les tribus sahrauís

El descobriment de la riquesa del Sàhara occidental per Espanya a la fi del segle xix va comportar la creació d'una colònia espanyola a la regió, iniciant-se l'explotació de les mines de fosfats de Bu Craa. Més tard es descobriria que el Sàhara té un dels bancs pesquers més importants del món.
Durant aquest període, Espanya va considerar la colònia del Sàhara Espanyol com dues províncies espanyoles: Saguia el Hamra al nord i Río de Oro al sud. A més, va establir les estructures i organismes per al desenvolupament econòmic i administratiu de la zona. Els sahrauís rebien carnet d'identitat espanyol, així com llibres de família, més tard la base pel cens de 1974.
El 26 de febrer de 1976 Espanya va abandonar el Sàhara occidental, i proclamà el Front Polisario la República Àrab Sahrauí Democràtica (RASD).

## Zona ocupada
Després dels bombardejos del Marroc amb fòsfor blanc del 1976, molts sahrauís no van poder escapar i van morir o van quedar en la zona ocupada. Des de llavors el govern del Marroc ha injectat ciutadans marroquins en la zona ocupada del Sàhara occidental fins a fer que els sahrauís siguin considerats minoria i tractats de forma discriminatòria en la seva pròpia terra.
Les manifestacions dels sahrauís són durament reprimides i els participants empresonats i torturats, segons l'Associació de Familiars de Desapareguts i Presos polítics Sahrauís; com a resposta, els sahrauís segueixen realitzant manifestacions i en ocasions vagues de fam per a reclamar l'atenció internacional. La premsa marroquina, depenent del govern, considera sempre els manifestants com si fossin membres del Polisario.
El 2008 es va descobrir que el govern marroquí estava organitzant xarxes clandestines que pagaven a ciutadans mauritans perquè immigressin als territoris ocupats del Sàhara occidental i es fessin passar per sahrauís.

## Zona alliberada
El 26 de febrer de 1976 Espanya abandona el Sàhara occidental i el Front Polisario proclama la República Àrab Sahrauí Democràtica (RASD), en els territoris alliberats, començant una guerra que durarà fins a 1991.
Són aproximadament 250.000 persones (el 1974 unes 70.000), dels quals uns 175.000 es troben en els campaments de refugiats de Tindouf des de 1975, on han format la República Àrab Sahrauí Democràtica i estan dividits en quatre assentaments, denominats wilayas, que són la base del Front Polisario. Estan assistits per l'ONU, ja que viuen en una zona on escassegen l'aigua i els aliments.
El 2001, al voltant de 250 ciutats espanyoles estaven agermanades amb poblats sahrauís, anomenats dairas. Aquest és el cas per exemple d'Aargub, amb Sabadell o Dakhla amb Badia del Vallès.

## Refugiats
Després dels Acords de Madrid, que varen transferir l'administració del Sàhara espanyol a Mauritània i Marroc el 1976, van fugir un èxode de refugiats de la violència que es va produir, en molts casos per acabar incorporant-se a les bases del moviment del Front Polisario al Sàhara algerià, on es van establir als camps de refugiats de la província de Tinduf, i un nombre menor als campaments de Mauritània. En aquestes condicions de desplaçament d'una gran part de la població, el rol de la dona sahrauí resulta fonamental per al manteniment social i familiar en un context de diàspora de les seves terres.
Les autoritats algerianes han estimat que el nombre de refugiats sahrauís a Algèria arriba als 165.000. Durant molts anys, aquesta xifra va ser esmentada per ACNUR, però el 2005, l'organització va reduir el nombre de "refugiats vulnerables" a 90.000, fins a fer un cens per determinar el nombre exacte de refugiats als campaments. El govern del Marroc afirma que la xifra és molt més baixa, al voltant de 45.000 a 50.000, i que aquestes persones es mantenen als campaments de refugiats en contra de la seva voluntat pel Polisario.
Mauritània allotja sobre 26.000 refugiats sahrauís, classificats per l'ACNUR com «persones en situació assimilada a refugiats». Aquesta població es compon tant dels refugiats originals del territori, com dels antics habitants de Tindouf, que des de llavors han emigrat a Mauritània.
A més, entre 3.000 i 12.000 sahrauís (depenent de les fonts) viu a Espanya, l'antiga metròpolis.